# Ordinariat militaire du Salvador
L'ordinariat militaire du Salvador (en espagnol : Obispado castrense de El Salvador) est un ordinariat militaire de l'Église catholique au Salvador directement soumis au Saint-Siège.

## Territoire
L'ordinariat a juridiction sur les fidèles catholiques des forces armées du Salvador même s'ils se trouvent en dehors des frontières du pays. Le siège est dans la ville de San Salvador avec la cathédrale Notre-Dame du Rosaire.

## Histoire
Le vicariat militaire du Salvador est érigé le 25 mars 1968 par le décret De erigendo Vicariatu Castrensi de la congrégation des évêques. Il est élevé au rang d'ordinariat militaire le 21 avril 1986 par la constitution apostolique Spirituali militum curæ du pape Jean-Paul II.
Le 7 juillet 2004, le dicastère pour le culte divin et la discipline des sacrements reconnaît Notre-Dame du Rosaire comme la patronne principale de l'ordinariat.

## Évêques
- José Eduardo Alvarez Ramírez, C.M (4 novembre 1968 - 7 mars 1987)
- Roberto Joaquín Ramos Umaña (7 mars 1987 - 23 juin 1993)
  - Fernando Sáenz Lacalle (3 juillet 1993 - 19 juin 1997) (administrateur apostolique)
  - Luis Morao Andreazza, O.F.M (19 juin 1997 - 12 novembre 2003) (administrateur apostolique), nommé évêque auxiliaire de Santa Ana
  - Fabio Reynaldo Colindres Abarca (12 novembre 2003 - 2 février 2008) (administrateur apostolique), nommé à l'ordinariat militaire
- Fabio Reynaldo Colindres Abarca (2 février 2008 - 7 décembre 2017) nommé évêque de San Miguel
  - Fabio Reynaldo Colindres Abarca (7 décembre 2017 - 20 février 2020), administrateur apostolique
- Reinaldo Sorto Martínez, depuis le 13 juin 2024